# Robert N. Bellah

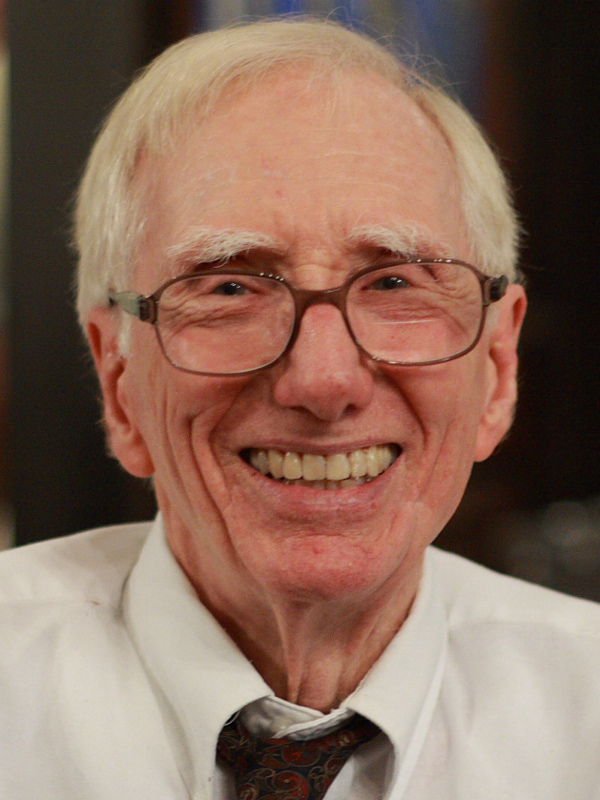
Robert N. Bellah

Robert Neelly Bellah (* 23. Februar 1927 in Altus, Oklahoma; † 30. Juli 2013 in Oakland, Kalifornien) war ein US-amerikanischer Soziologe.

## Leben
Sein Vater, Luther Hutton Bellah jr. (1896–1931) war ein lokaler Zeitungsredakteur und Verleger, der Selbstmord beging, als Bellah drei Jahre alt war. Seine Mutter war die Psychologiestudentin Lillian Bellah, geborene Neelly (1900–1990) – das Paar hatte im Jahr 1922 geheiratet  und trennte sich 1929 – hiernach zog Bellah mit seiner Mutter nach Los Angeles, wo sie Verwandte hatte. Sein Vater heiratete im Jahre 1930 die Lehrerin Edna Louisa Schatz.
Bellah besuchte die Los Angeles High School, wo er auch seine zukünftige Frau Melanie Claire Hyman (1928–2010) kennenlernte; beide waren Herausgeber einer Studentenzeitung. Sie heirateten im Jahre 1948, nachdem sie ihren Abschluss an der Stanford University gemacht hatte. Das Paar hatte vier Kinder. Bellah schloss im Jahre 1950 sein Studium am Harvard College mit einem Bachelor of Arts in Sozialanthropologie ab. Seine Abschlussarbeit gewann den Phi-Beta-Kappa-Preis und wurde im Jahr 1952 unter dem Titel „Apache Kinship Systems“ veröffentlicht.
Bellah trat hiernach in den Militärdienst in die United States Army ein und im Anschluss folgte sein Studium  der Soziologie an der Harvard University. Als Harvard-Student war Bellah kurzzeitig, von 1947 bis 1949, Mitglied der Kommunistischen Partei. Zeitweise war er Vorsitzender des John Reed Clubs, einer marxistischen Studentenorganisation.
Im Sommer 1954 drohte McGeorge Bundy, damaliger Dekan der Fakultät für Künste und Wissenschaften an der Harvard University und späterer nationaler Sicherheitsberater von John F. Kennedy und Lyndon B. Johnson, Bellah sein Doktorandenstipendium zu entziehen, wenn er nicht die Namen seiner ehemaligen Vereinsmitglieder denunzieren wolle; was er aber nicht tat. Bellah wurde darüber hinaus vom Bostoner Büro des Federal Bureau of Investigation aus den gleichen Gründen verhört. Bellah und seine Familie zogen, in der Folge, für zwei Jahre nach Kanada, wo er ein Postdoktoranden-Stipendium am Islamischen Institut der McGill University, englisch McGill University Institute of Islamic Studies in Montreal erhielt. Nachdem der McCarthyismus auch wegen des Todes seines Hauptinitiators, Senator Joseph McCarthy an Schärfe abnahm, kehrte er nach Harvard zurück.
Bellah war polyglott, so sprach er fließend Japanisch und konnte Chinesisch, Französisch und Deutsch lesen und schreiben. In späteren Jahren studierte er Arabisch an der McGill University in Montreal.
1955 wurde er zum Doctor of Philosophy (PhD) promoviert.
Von 1955 bis 1967 war er in verschiedenen akademischen Positionen in Harvard tätig, bis er die Position des Ford Professor of Sociology an der University of California in Berkeley übernahm. Den Rest seiner Karriere verbrachte er in Berkeley.
Im Jahre 1972 nominierten Carl Kaysen und Clifford Geertz Bellah als Kandidaten für eine unbefristete Fakultätsstelle am Institute for Advanced Study (IAS) in Princeton (New Jersey). Bellah war in den akademischen Jahren 1972 bis 1973 schon vorübergehendes Mitglied am IAS. Am 15. Januar 1973 stimmte die IAS-Fakultät bei einer IAS-Fakultätssitzung mit dreizehn zu acht Stimmen und drei Enthaltungen gegen Bellah
Bellah lehrte 30 Jahre lang Soziologie an der University of California in Berkeley. Bellahs Frau starb im Jahre 2010.
Er verstarb Ende Juli 2013 im Alter von 86 Jahren aufgrund von Komplikationen nach einer Herzoperation.
Als Bellah starb hinterließ er seine Töchter Jennifer Bellah Maguire und Hally Bellah-Guther und insgesamt fünf Enkelkinder.
Bellah wurde im presbyterianischen Glauben erzogen, später konvertierte er zum Episkopalismus in der anglokatholischen Tradition.

## Werk
Robert N. Bellah war neben Clifford Geertz einer der prominenten Schüler des amerikanischen Soziologen Talcott Parsons. Bellah rief mit seinem Aufsatz „Civil Religion in America“ 1967 eine große Diskussion unter Soziologen, Religionswissenschaftlern, Politologen und Theologen über die Bedeutung der Religion im Zusammenhalt moderner Gesellschaften hervor. Er brachte damit das Stichwort der „Civil Religion“ (Zivilreligion) in die öffentliche Debatte. Später verwendete Bellah für dieses Problemfeld eher den Begriff „Public Philosophy“ statt „Civil Religion“, bei dem zu viele Missverständnisse auftraten. Bellahs These erregt bis heute weltweite Diskussion. Die zentrale Aussage Bellahs liegt in einer normativen Prägung der Gesellschaft durch eine religiöse, aber Religionen übergreifende, Identität stiftende Überzeugung. Für die USA bestimmte er die Verbindung von Gott und der Auserwähltheit der USA als Kernpunkte dieser von fast allen Bürgern geteilten Überzeugung. Sie wird durch gemeinsame Symbole und Riten gestärkt. Die Entwicklung gerade in den USA ist Folge der dort bestehenden Notwendigkeit einer Identitätsschaffung für alle Bürger bei gleichzeitiger Vermeidung religiöser Konflikte.
In seinem Hauptwerk – herausgegeben und mit einer Einführung von Hans Joas – englisch „Religion in Human Evolution. From the Paleolithicto the Axial Age“ (2012), in deutscher Sprache „Der Ursprung der Religion. Vom Paläolithikum bis zur Achsenzeit“ (2020) setzte er sich mit den Fragen der Religionsgeschichte im biologischen und sozialen Wandel, von den Anfängen der Menschheitsgeschichte bis zur Achsenzeit, auf den verschiedensten Ebenen der unterschiedlichen wissenschaftlichen Disziplinen, auseinander. Es wurde diskutiert, den Zivilreligionsbegriff auch auf Deutschland zu übertragen. Die Anwendbarkeit blieb dabei allerdings umstritten und bis heute nicht entschieden. Wichtige Argumente in dieser Diskussion kamen von Niklas Luhmann und Hermann Lübbe.
Für eine erste begriffliche Erfassung von Religion griff Bellah auf den Kulturanthropologen und Sozialwissenschaftler Clifford Geertz zurück, der in den Religionen ein Symbolsystem sah, das durch „Praktiken des Reinszenierens und des Nachstellens oder phantasievollen Nachvollzuges, englisch enactment – ein Begriff von Merlin Donald – eindringliche, anhaltende und andauernde Stimmungslagen und Motivationen erzeugen kann und das in Bezug auf die Vorstellung, einer allgemeinen Seins-Ordnung, Sinn stiftend wird.“ Im Anschluss an Geertz ging also Bellah davon aus, dass Symbole grundlegend und konstituierend für die Religionen sind und Religion in dieser Weise, wie die Wissenschaft, erst durch die Entwicklung von Sprache und in der Sprache möglich ist.

## Mitgliedschaften
1967 wurde Bellah in die American Academy of Arts and Sciences gewählt. Seit 1996 war er Mitglied der American Philosophical Society.

## Schriften (Auswahl)
- Civil Religion in America. In: Daedalus. Journal of the American Academy of Arts and Sciences, 96 (1967), Boston, Massachusetts, S. 1–21.
  - Deutsch: Zivilreligion in Amerika. In: Heinz Kleger, Alois Müller (Hrsg.): Religion des Bürgers. Zivilreligion in Amerika und Europa (Religion – Wissen – Kultur, 3). München 1986, S. 19–41, zuletzt Lit Verlag, Münster 2004, ISBN 978-3-8258-8156-6.
  - Französisch: La religion civile en Amérique. In: Archives de Sciences Sociales des Religions 35 (1973), S. 7–22.
- Religion in Human Evolution. From the Paleolithic to the Axial Age. Cambridge Mass. 2011.
- The Axial Age and Its Consequences. Harvard University Press, 2012 zusammen mit Hans Joas herausgegeben
- Imagining Japan: The Japanese Tradition and its Modern Interpretation. University of California Press, 2003
- Beyond Belief: Essays on Religion in a Post-Traditional World. Harper & Row, 1970
- Reprint in: Donald G. Jones, Russell E. Richey (Hrsg.): American Civil Religion. Hagerstown / San Francisco / London 1974, S. 21–44.

### Medien
- Interview Robert N. Bellah - DAI Heidelberg 12. November 2012, Katja Rakow und Sebastian Emling vom Institut für Religionswissenschaften der Ruprecht-Karls Universität Heidelberg sprachen mit Robert N. Bellah youtube.com
- Podiumsdiskussion mit Jonathan Z. Smith, Luke Timothy Johnson, Wendy Doninger und Robert N. Bellah, American Academy of Religion Annual Meeting San Francisco, California, 20. November 2011 (A Conversation with Robert Bellah on "Religion in Human Evolution, American Academy of Religion) youtube.com